# Wejście do parku publicznego w Arles
Wejście do parku publicznego w Arles (hol. Wandelaar met krant in het plantsoen, ang. Entrance to the Public Park in Arles) – obraz Vincenta van Gogha (nr kat.: F 566, JH 1585) namalowany we wrześniu 1888 podczas pobytu w miejscowości Arles.

## Powstanie obrazu
20 lutego 1888 Vincent van Gogh opuścił Paryż i udał się do Arles, dokąd przybył następnego dnia. Motywem wyjazdu była potrzeba powrotu do natury, podjęta pod wpływem zainteresowań sztuką japońską. Artysta postanowił osiedlić się na południu Francji, aby swoje nabyte w Paryżu doświadczenia ugruntować i sprawdzić wobec bujnej i barwnej śródziemnomorskiej przyrody. W maju 1888 wynajął niewielki dom, nazwany Żółtym Domem, do którego wprowadził się we wrześniu. Mieszkał w nim wspólnie z Paulem Gauguinem w okresie od listopada do grudnia. 
Tematem szeregu obrazów van Gogha stał się w tym czasie park miejski, rozciągający się, po przeciwnej stronie, niż Żółty Dom, placu Lamartine. Sam park nie przedstawiał sobą nic niezwykłego. Był to normalny miejski park z malowniczo podciętymi krzewami i żywopłotami, do którego przychodzili mieszkańcy, aby wypocząć. Van Gogh namalował 15 obrazów z motywem parku; kilka z nich połączył w serię pod nazwą „Ogród poetów”. Obraz Wejście do parku publicznego w Arles przedstawia fragment parku z wejściem do niego, przypuszczalnie naprzeciwko położonego po stronie północnej Żółtego Domu.
O namalowaniu obrazu (razem z innymi) van Gogh wspominał bratu w liście z 11 października:

Namalowałem nowe płótno rozmiaru 30, a zamierzam zacząć kolejne nowe tego wieczora, kiedy zapalą gaz. To, które mam zrobione, to jeszcze jeden ogród.

Z kolejnego listu wynikało, iż obraz ten był, razem z 15 innymi, przeznaczony do dekoracji Żółtego Domu.

## Opis
Obraz zakupił w 1930 Duncan Phillips, amerykański miłośnik i kolekcjoner sztuki, założyciel galerii własnego imienia. Uważał on van Gogha za artystę „na przemian japońskiego i gotyckiego”. Opisując w żywych i pełnych entuzjazmu słowach Wejście do parku dał upust własnemu zamiłowaniu do ekspresji w malarstwie nowoczesnym. Malowidło określił mianem „krzyku duszy, triumfu i radości w słońcu”, wskazując, iż van Goghowi przy pomocy pędzla i kilku farb udało się przewyższyć w intensywności światło samego życia. Artysta uchwycił puls natury i promieniujące ciepło widoczne w pełnej intensywnego blasku ścieżce prowadzącej do ogrodu, w bogactwie kolorów: błękitów, zieleni, żółcieni i oranżu, lśniących w słońcu, i w drzewach o różnych kształtach i teksturach w głębi parku, rzucających mroczny, chłodny cień, w zakamarkach którego można znaleźć schronienie.